# التاريخ العسكري لنيوزيلندا أثناء الحرب العالمية الثانية

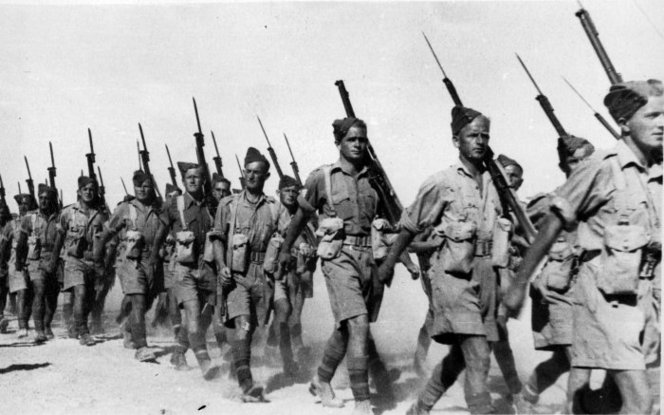
قوات نيوزيلندية في مصر، سبتمبر 1941.

بدأ التاريخ العسكري لنيوزيلندا أثناء الحرب العالمية الثانية عندما دخلت نيوزيلندا الحرب العالمية الثانية بإعلان الحرب على ألمانيا النازية مع بريطانيا العُظمى. عُقدت حالة الحرب مع ألمانيا وأصبحت موجودة رسميًا منذ الساعة 9:30 مساءً في 3 سبتمبر 1939 (حسب التوقيت المحلي) بالتزامن مع حليفتها بريطانيا، ولكن في الواقع لم يصدر إعلان الحرب حتى استلام تأكيد من بريطانيا بانتهاء مهلة الإنذار إلى ألمانيا. استمعت المجموعة (بقيادة بيتر فريزر رئيس الوزراء ومايكل سافاج وهو مريض مُحتضر) إلى الراديو عبر الموجات القصيرة في غرفة كارل بيرندسن في مباني البرلمان، لكنهم لم يكونوا متأكدين مما قاله نيفيل تشامبرلين بسبب التشوش الإذاعي لموجات الراديو القصيرة، وعدم وصول رسالة التلغراف المشفرة من لندن قبل منتصف الليل بقليل، بسبب لجوء ساعي التلغراف إلى ملجأ في لندن بسبب التحذير من غارة جوية (خاطئة). تصرف مجلس الوزراء بعد سماع إشعار القوات البحرية للأسطول باندلاع الحرب. وافق مجلس الوزراء في اليوم التالي على ما يقارب 30 لائحة حربية على النحو المنصوص عليه في كتاب الحرب، وبعد الانتهاء من الإجراءات الشكلية مع المجلس التنفيذي، أصدر الحاكم العام اللورد غالواي إعلان الحرب، مؤرخًا بتاريخ سابق (الساعة 9.30 مساءً في 3 سبتمبر).
أعربت نيوزيلندا بشكل دبلوماسي عن معارضتها الشديدة للفاشية في أوروبا وأيضًا لاسترضاء الديكتاتوريات الفاشية والعاطفة الوطنية للاستعراض القوي للقوات المتقابلة بدعم عام. حفزت الاعتبارات الاقتصادية والدفاعية أيضًا مشاركة نيوزيلندا؛ إذ يعني الاعتماد على بريطانيا أن التهديدات لبريطانيا أصبحت تهديدات لنيوزيلندا أيضًا بشأن العلاقات الاقتصادية والدفاعية.

كان هناك أيضًا رابط عاطفي قوي بين المستعمرة البريطانية السابقة والمملكة المتحدة، إذ يرى الكثيرون أن بريطانيا هي» البلد الأم «أو »الوطن«. لخص رئيس الوزراء النيوزيلندي في ذلك الوقت مايكل جوزيف سافاج هذا الأمر عند اندلاع الحرب في بث إذاعي في 5 سبتمبر (كتبه إلى حد كبير المحامي العام هنري كورنيش) والذي أصبح صرخة شعبية في نيوزيلندا أثناء الحرب:
بامتنان إلى الماضي، وثقة في المستقبل، نرتب صفوفنا إلى جانب بريطانيا دون خوف، حيث تذهب، نذهب! حيث تقف، نقف!
قدمت نيوزيلندا أفرادًا للخدمة في القوات الجوية الملكية وفي القوات البحرية الملكية وتهيأت لتقديم المزيد من النيوزيلنديين للخدمة تحت القيادة البريطانية. أُرسل طيارو القوات الجوية الملكية النيوزيلندية والعديد ممن تدربوا في برنامج التدريب الجوي الإمبراطوري إلى أوروبا. ولكن على عكس غيرها من الدول المستقلة ضمن الكومنولث، لم تجبر نيوزيلندا طواقمها الجوية على الخدمة مع أسراب طائرات القوات الجوية النيوزيلندية الملكية، ما سرّع من معدل دخولهم الخدمة. تشكلت مجموعة الصحراء طويلة المدى في شمال أفريقيا في عام 1940 مع نيوزيلندا وروديسيا وكذلك متطوعين بريطانيين، لكن لم يكن من ضمنها أي أستراليين لنفس السبب.
وضعت حكومة نيوزيلندا القسم النيوزيلندي من قوات البحرية الملكية تحت تصرف الإمبراطورية وأتاحت للقوات الجوية الملكية 30 ولينغتون جديدًا متوسطًا قاذفًا للقنابل المنتظرِة في المملكة المتحدة لشحنها إلى نيوزيلندا. ساهم الجيش النيوزيلندي في الحملة العسكرية النيوزيلندية الثانية.

## الجبهة الداخلية
في المجمل، خدم نحو 140,000 نيوزيلندي في الخارج لصالح الحلفاء، وذلك بالإضافة لـ 100,000 من الرجال لحراسة نيوزيلندا. وفي ذروة الحرب في يوليو 1942، قدمت نيوزيلندا 154,549 رجلا وامرأة في خدمة الجيش (وذلك باستثناء المخولين لحراسة الوطن)، وبحلول نهاية الحرب، كان مجموع من خدم في القوات المسلحة في الخارج والداخل نحو 194,000 رجل و 10 آلاف امرأة.
بدأ التجنيد الإلزامي في يونيو 1940، وتوقف اعتبارًا من 22 يوليو 1940، وعلى الرغم من ذلك ظل التطوع للالتحاق بالقوات الجوية والبحرية مفتوحا. وقد أدت الصعوبات في ملء الصفوف الثانية والثالثة للخدمة في الخارج في 1939-1940، وكوارث الحلفاء في مايو 1940، والطلب العام؛ إلى اللجوء لذلك. وقد سُجن أربعة من أعضاء مجلس الوزراء بمن فيهم رئيس الوزراء «بيتر فرازير» لأعمالهم المناهضة للتجنيد الإلزامي في الحرب العالمية الأولى، وقد كان حزب العمال معارضا تقليديا للتجنيد الإلزامي، ولا يزال بعض الأعضاء يطالبون باستغلال الثروات قبل اللجوء للتجنيد الإلزامي للرجال. بداية من يناير 1942، كان من الممكن تمكين القوى العاملة أو توجيهها إلى الصناعات الأساسية.
أعيق الوصول إلى الواردات، وأدت سياسة الاقتصاد إلى صعوبة القيام ببعض الأمور. وقد تغلبوا على نقص الوقود والمطاط بابتكار أساليب جديدة. تحولت اهتمامات الصناعة في نيوزيلندا -على نطاق واسع- من التصنيع في مجال الاحتياجات المدنية إلى تصنيع مواد الحرب. زودت نيوزيلندا واستراليا القوات الأمريكية في جنوب المحيط الهادئ بمعظم المواد الغذائية، وذلك كنوع من سياسة الإعارة والتأجير قابلة الاسترداد. ومع التعهدات السابقة بتزويد بريطانيا بالغذاء، أدى ذلك إلى شكوى بريطانيا وأمريكا (ماك آرثر) من ذهاب الطعام إلى الحليف الآخر (وقد علقت بريطانيا على المخصصات التموينية السخية للجنود الأميركيين؛ واعترف الجنرال مارشال بأن حصة اللحوم كانت كبيرة، ولكنه لم يكن ليتحدى الحصة التموينية التي حددها الكونجرس). بحلول عام 1943 ظهرت أزمة في القوى العاملة، أدت في نهاية المطاف إلى انسحاب الفرقة الثالثة من المحيط الهادئ. 
وفي شتاء عام 1944، وبناء على طلب بريطاني، سارعت الحكومة بالعمل على أرصفة السفن ومرافق الإصلاح في أوكلاند ولينغتون، واستكمال القواعد وأحواض إصلاح السفن في أستراليا اللازمة للأسطول البريطاني في المحيط الهادئ.

## القوات البرية

### الحملة اليونانية
نشرت السلطات النيوزيلندية القوة الاستطلاعية الثانية للقتال في ثلاثة أصعدة - وكلها في الأصل كانت موجهة إلى مصر، ولكنها تحولت إلى اسكتلندا (وصلت إلى هناك في يونيو 1940) عقب الغزو الألماني لفرنسا. في أبريل 1941، وبعد فترة تدريب في مصر، توجهت الفرقة الثانية النيوزيلندية، المتمركزة في مصر، للمشاركة في الدفاع عن اليونان ضد غزو القوات الإيطالية، وغزو القوات الألمانية التي انضمت مؤخرا لغزو اليونان. تشكل هذا الدفاع جنبا إلى جنب مع الوحدات البريطانية والأسترالية – فيلق دول الكومنولث، وكانت تحت قيادة الجنرال البريطاني «هنري مايتلاند ويلسون»، وقد عرفت الوحدات باسم «قوة دبليو» لتدعيم ضعف الجيش اليوناني.
مع التقدم السريع الذي أحرزته المدرعات الألمانية داخل اليونان في 6 أبريل، وجدت القوات البريطانية وقوات الكومنولث نفسها قد طوقت، الأمر الذي أدى بها للتراجع. بحلول 9 أبريل، اضطرت اليونان إلى الاستسلام وبدأت قوات «قوة دبليو» البالغ عددها 40 ألف جندي بالانسحاب إلى جزيرة كريت ومصر، وقد غادرت آخر القوات النيوزيلندية بحلول 29 أبريل.
خلال هذه الحملة القصيرة، تكبد النيوزيلنديون خسائر شملت 261 رجلًا قتيلًا، 1886 أسيرا، و387 مصابًا.

## الإجراءات البحرية
كان القسم النيوزيلندي لا يزال مساهمًا في القوات البحرية الملكية عند اندلاع الحرب في عام 1939. خدم العديد من النيوزيلنديين إلى جانب البحارة الكمنولث الآخرين في سفن تابعة للقوات البحرية الملكية واستمروا في القيام بذلك طوال الحرب.

## كريغسمارينه وريجيا مارينا
شاركت همنز أخيل في معركة ريفر بليت (13 ديسمبر 1939) كجزء من قوة بريطانية صغيرة ضد بارجة الجيب الألمانية أدميرال جراف سبي. تسبب هذا الإجراء في انسحاب البارجة الألمانية إلى أوروجواي المحايدة وغرقها بعد بضعة أيام.
دمر طراد آخر تابع للقوات البحرية الملكية النيوزيلندية همنز ليندر »الطراد الإضافي «الإيطالي رامب 1 قبالة جزر المالديف في 27 فبراير 1941.
أصبح القسم النيوزيلندي التابع للقوات البحرية الملكية النيوزيلندية يُسمى بالقوات البحرية الملكية النيوزيلندية الجديدة عندما منحه الملك جورج السادس هذا الاسم في 1 أكتوبر 1941.

## الحرب البحرية ضد اليابان
نشرت نيوزيلندا قواتها البحرية ضد ألمانيا وإيطاليا، في 13 ديسمبر 1939. انطلقت السفينة الأولى ودخلت أرض المعركة ضد اليابان، وهي كاسحة الألغام همنز جال، إلى فيجي، وصلت في يوم عيد الميلاد 1941. وصلت همنز راتا وموريتاي في يناير 1942، تلاهما الفرقيطات همنز موا وكيوي وتوي، لتكوين أسيطيل كاسح للألغام.
خدمت أخيل وليندر ومونواي في البداية كقوات مرافقة للقوافل في المحيط الهادئ في أوائل عام 1942. اشتبكت مونواي بشكل غير حاسم مع غواصة يابانية قبالة فيجي، في يناير 1942. دمر قاذف قنابل ياباني منزل الذخيرة الخلفى في أخيل قبالة غوادالكانال، في 4 يناير 1943.
في يناير عام 1943، وقعت حادثة رفع المعنويات: قاتلت الفرقيطتان كيوي وموا مع الغواصة اليابانية الأكبر بكثير آي-1. صدمت كيوي آي- 1ثلاث مرات، غير قادرة على اختراقها، ودمرت قدرتها على الغوص. ثم قامت موا بمطاردة آي-1 على الشعاب المرجانية، حيث حطمتها.
أغرق هجوم جوي موا في مرسى تولاجي في جزر سليمان في أبريل 1943. شاركت توي في إغراق الغواصة اليابانية آي-17 والتي يبلغ وزنها 2.200 طن قبل انضمامها إلى كيوي في إعادة الانتشار إلى غينيا الجديدة، بينما ذهبت الفرقيطة أرابيس إلى جزر إليس.
ساعدت ليندر في إغراق الطراد الياباني جينتسو في معركة كولومبانغارا في ليلتي 11 - 12 يوليو 1943. ثقبها طوربيد ياباني أثناء الاشتباك، وانسحبت ليندر إلى أوكلاند لإجراء إصلاحات.
بنى اثنا عشر نيوزيلنديًا زوارق فيرميل ضمن أسيطيل يشمل 80 -81 زورقًا والذي انطلق في أوائل عام 1944.
قصف الطراد إتش إم إس غامبيا سابانج (في سومطرة) في يوليو 1944، وذلك مع إعادة تكليف أخيل وانضمامها إلى أسطول المحيط الهادئ البريطاني محصنة بالفرقيطة أربوتوس في وقت لاحق. انفصل الأسطول أخيل لسحب أولستر المدمرة التالفة إلى مستشفى مونغانيو للسفن النيوزيلندية في الفلبين. قصفت كل من غامبيا وأخيل المواقع اليابانية في مجموعة ساكيشيما في مايو 1945. وكان ذلك مدعومًا من قِبل 100 من النيوزيلنديين في سلاح الأسطول الجوي المُدار من قبل شركات النقل البريطانية. غادرت أخيل الأسطول إلى جزيرة مانوس في 10 أغسطس. كانت غامبيا قبالة طوكيو في يوم الانتصار على اليابان، وتعرضت لهجوم من طائرة يابانية أثناء طيرانها لإطلاق إشارة »وقف العدوان«. أسقطت غامبيا الطائرة ولكنها تعرضت للحطام، بمساعدة من السفن المحيطة.
مثلت غامبيا نيوزيلندا في احتفالات الاستسلام في خليج طوكيو (2 سبتمبر 1945)، وبقيت كجزء من قوات الاحتلال. وقع نائب المشير الجوي إيسيت على وثيقة الاستسلام نيابةً عن نيوزيلندا.
كان لدى القوات البحرية الملكية النيوزيلندية 60 سفينة، معظمها خفيفة الوزن بحلول نهاية الحرب.

## جهاز المخابرات
كان لنيوزيلندا «مركز مخابرات مشترك» في ولنجتون. التُقطت أوراق من المركز إلى رئيس الأركان والأسطول الشرقي في كولومبو وإشارات المخابرات في أندرسون خارج كولومبو من على سفينة بخارية أسترالية نانكين عندما تعرض لها المهاجم الألماني ثور أثناء مرورها بالمحيط الهندي، في عام 1942.
أنشأ القسم النيوزيلندي التابع للقوات البحرية الملكية سلسلة من محطات تحديد الاتجاه الراديوي من أواروا في أقصى الجنوب ونقطة موسيك بالقرب من أوكلاند ووياباكاكوري في أقصى الشمال وسوفا وفيجي. كانت هناك محطات اعتراض لاسلكية في أواروا وسوفا ونارينفيل في خاندالله بالقرب من ولينغتون، ومن همنز إريرانجي 1943 في وايورو. أُرسل البث إلى مكتب الشرق الأقصى المشترك عبر مكتب القوات البحرية في ولنجتون.